# ディジャブ (コンピュータゲーム)
『ディジャブ』（原題：Deja Vu: A Nightmare Comes True）は、1985年にアメリカ合衆国のICOM SimulationsがPC用ソフトとして開発した推理ポイント・アンド・クリックアドベンチャーゲーム。
同社は本作と同じ操作システムを使って他にもアドベンチャーゲームを出しており、この操作システムをMacVentureと呼称している。本作はMacVentureを使用したゲームの第一弾にあたる。
1985年に北米でMacintosh用ソフトとして発売されて以降、Amiga、Atari ST、コモドール64、Apple IIに移植された他、日本国内ではコマンド選択式アドベンチャーとしてファミリーコンピュータ、PC98-NXシリーズに移植された。また日本、北米、欧州向けにゲームボーイカラー版も発売されている。
ファミリーコンピュータ版はゲーム誌『ファミコン通信』の「クロスレビュー」にてシルバー殿堂入りを獲得している。

## 概要
日本では1988年11月22日にケムコ（コトブキシステム）がファミリーコンピュータ用ゲームソフトとしてリリース。
続編に当たる『ディジャブII』もファミリーコンピュータ用として発売予定があったが発売中止となった。
その後1999年10月15日にゲームボーイカラー用ゲームソフトとして『ディジャブII』と合作でリリースされた。なお、ファミコンソフト版のパッケージは箱ではなく、やや大きめのブックサイズとなっている。

## ゲーム内容

### システム
舞台は1941年12月8日にアメリカ合衆国のシカゴで起きた事件を元に作成された。
使用できるコマンドには「移動」「調べる」「開く」などアドベンチャーゲームとして基本的な物が並び、その対象物を画面に表示された絵の中から選択する。MacVentureシリーズの他作である『シャドウゲイト』や『悪魔の招待状』にあるような、道具を自分自身に対して使用する「セルフ」のコマンドは今作から既に登場しており、今作では例えばピストルを自分に向けて使うと「つかれた」「らくになりたい」などと言って自殺し、ゲームオーバーとなってしまう（本来であれば薬を服用する際などに使用するコマンド）。
モンスターの蔓延る恐ろしげな場所が舞台の次回作以降とは異なり、今作は普通の人間が暮らす街が舞台である。そのため、無闇に人を撃てば逮捕されるし、タクシーの利用や買い物には現金が必要となる。ピストルも弾が無くなれば使用出来なくなる。これらの点も考慮した上で探索を進めなければならない。また、時にはクリアの為に敢えてゲーム内で犯罪行為を行わなければならないこともある。
また、他のMacVentureシリーズではラスボスを倒せばゲームクリアとなるが、今作はあくまで事件の解決が目的であり、失った記憶を取り戻すと同時に謎を解き、犯人を告発できる証拠を集めなければならない。証拠が足りなかったり、自分に不利な証拠品を所持した状態では最後まで進めてもエンディングを迎えることは出来ずゲームオーバーになってしまう。
即死イベントが満載のゲームであるが、本作ではゲームオーバーになっても直前から再開することができる。
最終的にピストル、薬品などの不利な証拠を下水道に流し、証拠となるメモや書置きを持って警察署へ向かうことがクリアの条件となる。また、ゲームの内容とはまったく関係ないが、途中で入手できる新聞には日本軍による真珠湾攻撃がメイン記事として取り上げられている。

## 設定

### ストーリー
ある日目が覚めると、男は見知らぬトイレの中に倒れていた。激しい頭痛の中で記憶を辿るも、記憶がないことに気が付く。自分が何者であるか、なぜそこにいるのか、すべての記憶が失われていた。 

### 舞台
シャーマン シカゴ
エースの探偵事務所がある街。1Fはドクター・ブロディのオフィス、2Fがエースの探偵事務所になっている。なお、エースの探偵事務所へ入るには失った記憶を元に戻す必要がある。
ウエストエンド
高級マンション街。
ペオリア通り
このゲームの中心となる場所。シーゲルのオフィスビルがある。
シーゲルのオフィスビル
3F建てビルとなっており1Fフロントにジョーズバー、奥にカジノがある。2Fはシーゲルのオフィスとなっている。地下は下水道となっているが、ディジャブ2ではこの下水道は保健所により封鎖されており移動できない。
ケジー通り
マーサ・ビッカーズのバンガローがある街。
アーバンロード
スタンウッドの妻が住む別荘街。

## 登場人物
エース・ハーディング
本作の主人公で無名の探偵。元ボクサー。意識を失う薬を投与され、トイレに眠らされる。映画『風と共に去りぬ』を観たことがあるらしい。愛犬の名前は「タコ（Octopusという意味ではない）」。
ファミコン版の「悪魔の招待状」では、迷路のゾンビとして登場するが、ゾンビのためある物を見せられると主人公に倒されてしまう。（墓を叩かれると出てくる。）
ジョー・シーゲル
エースのボクサー時代のマネージャー。電話中にピストルで撃ち殺された。『ディジャブII』でも彼の素性が原因で、エースは事件に巻き込まれてしまう。
ジョン・スタンウッド
シカゴの資産家。彼の別荘を見たエースは、「風と共に去りぬのワンシーンのようだ」と表現した。
スタンウッドの妻
体重が100kgもある女性。猿轡をはめさせられてベンツのトランクに入れ去られる。
ドクター・ブロディ
エースのかかりつけの医者。
強盗
バーの前の通りに出現。ピストルを持っており、エースに現金を要求する。「たたく」コマンドで回避可能だが（回避は3回まで）、その後はペオリア通り（ブルーキャブ前）→新聞売り場前→ガンショップ前に出現する。
筋肉質の男
路地裏に出没。刃向かうとコインを全て失う。場合によっては20ドルも取られてしまうことがある。
ワニ
下水道に出没。『ディジャブII』ではこのワニが出没する下水道は市によって封鎖されている。
酔っ払い
新聞売り場〜ガンショップ間で稀に出現。50セント払うといい話を聞ける。
ジョーの雇った殺し屋
シャーマンのエースの探偵事務所にてエースの到着を待ち伏せしている。
シュガーショック
エースがかつて解決した、「アルターマン脅迫事件」の犯人。本編の事件の日に出所しエースの前に現れる。シーゲルに仕返ししようとしてシーゲルの車に爆弾を仕掛けた犯人。続編の『ディジャブII』の事件にも関わっている。
マーサ・ビッカーズ
ジョー・シーゲルの経営するバーの従業員。かなりの美人だが、欲深で自分勝手な性格。ジョーの元恋人。安物の香水を愛用している。
髑髏
ゲームオーバー画面に現れる髑髏。エースが誤った行動をとった時、その後どうなってしまったかなどをプレーヤーに説明したり注意をする（逮捕され裁判にかけられた等）。ゲームオーバー時は毎回プレイヤーに「あなたの判断は間違っていたのだ！！」と叱るが、場所や時と場合によって変わることも。なお、海外NES版とゲームボーイカラー版では墓石に変更されている。
アンソニー・マロン
『ディジャブII』に登場。ラスベガスを仕切るマフィアのボス。冒頭でエースが拉致監禁されていたラッキーダイスホテルのオーナーでもある。部下であるシーゲルに預けた112000ドルを1週間以内に探し出すよう、エースを脅す。
ストージー・マーチン
『ディジャブII』に登場。アンソニーからエースの見張りを命じられた強面のマフィア。エースが逃げるそぶりを見せたり、誤った行動を取るなどして期限を過ぎてしまうと彼の銃弾の餌食になってしまう。安物の葉巻を愛用しており、その辺にシガーリングを捨てていく癖がある。
ホテルの用心棒
『ディジャブII』に登場する。ラッキーダイスホテルの用心棒。ホテルを常に見回っており、時と場合によってはマシンガンでエースを蜂の巣にすることもある。
車掌
『ディジャブII』に登場。電車内では彼に乗車料金を支払う。殴りかかると反撃され電車からつまみ出されてしまう。お金が足りないときも同様。
タクシーの運転手
『ディジャブII』において主要の移動手段となるタクシーの運転手。エースの昔の知り合いで、手助けをしたことがあった。その恩を今でも覚えており、タクシー料金をタダにしてくれる。
行商人
『ディジャブII』にて、駅のベンチに座っている男性。懐中電灯の電池を売っている。なお、懐中電灯はシャドウゲイトで言うところのたいまつのような道具で、空き家になったジョーのバーを探索するために必要になる。また、バーを探索中に電池が切れるとエースは転んで頭を打って死んでしまう。
マクマーフィー
『ディジャブII』に名前のみ登場する警官。『I』の事件でエースをシーゲル殺害容疑で締め上げた人物。裏ではシュガーショックと関わっており、彼女に預けた手紙が112000ドルの行方をつかむ鍵となる。
カールストン警部
『ディジャブII』で名前が登場する警部。シーゲルのマフィアとしての仕事に目をつぶる代わりに多額の口止め料をもらっていた悪徳警官。マクマーフィーの上司に当たる人物。
トーマス・ボンドウェル
アンソニーの部下のマフィア。足をセメントで固められて射殺された。彼が生前に残した手紙が、112000ドルの行方をつかむ手がかりになる。
ダニー・ベンティーニ
アンソニー・マロンが息子同様に可愛がっているマフィアの男。しかし、裏ではアンソニーからの独立を考えており、自分が任されているリライアント・クリーニング店の一室でその構想を練っていた。
ムース＆スパイク
ベンティーニの手下たち。ボンドウェルを拷問して殺害した張本人。

## 移植版
| No. | タイトル                                                      | 発売日                | 対応機種                                | 開発元               | 発売元                       | メディア                           | 型式                                   | 売上本数 | 備考                                 |
| --- | ------------------------------------------------------------- | --------------------- | --------------------------------------- | -------------------- | ---------------------------- | ---------------------------------- | -------------------------------------- | -------- | ------------------------------------ |
| 1   | Deja Vu: A Nightmare Comes True                               | 1987年                | Amiga Atari ST コモドール64 PC/AT互換機 | ICOM Simulations     | Mindscape                    | フロッピーディスク                 | -                                      | -        |                                      |
| 2   | Deja Vu: A Nightmare Comes True                               | 1988年                | Apple II                                | ICOM Simulations     | Mindscape                    | フロッピーディスク                 | -                                      | -        |                                      |
| 3   | ディジャブ 悪夢は本当にやって来た Deja Vu                     | 1988年11月22日 1990年 | ファミリーコンピュータ                  | ケムコ               | ケムコ                       | 3メガビット+64キロRAM ロムカセット | -                                      | -        |                                      |
| 4   | デジャヴ ～引き裂かれた記憶～                                 | 1991年7月21日         | PC-98                                   | パック・イン・ビデオ | パック・イン・ビデオ         | フロッピーディスク                 | -                                      | -        |                                      |
| 5   | ディジャブ I & II Deja Vu I & II The Casebooks of Ace Harding | 1999年10月15日 1999年 | ゲームボーイカラー                      | ケムコ               | ケムコ Vatical Entertainment | 8メガビットロムカセット            | CGB-ADTJ-JPN CGB-ADTE-USA CGB-ADTX-EUR | -        | 『ディジャブII』とのカップリング移植 |

## スタッフ
オリジナル版
- トッド・スクワイア
- クレイグ・エリクソン
- カート・ネルソン
- スティーヴ・ヘイズ
- テリー・シュレンブルグ
- ダリン・アドラー
- ジェイ・ジプニック
- バルデマール・ホワット
- マーク・ウォーターマン

ファミリーコンピュータ版
- グラフィック：すえだきみなり
- 音楽、効果音：増野宏之
- サウンド・プロデュース：KENTO'S GROUP

ゲームボーイカラー版
- チーフ・エンジニア：道浦忍
- リード・プログラマー：F.G.A.K.
- リード・アーティスト：すえだきみなり
- アーティスト：K.MURAOKA、KITAYAN、K.YONENACA
- リード・サウンド：にしかわこうじ
- サウンド：みうらまさおみ
- スペシャル・サンクス：HASSIE、戸野文雄、オリバー宮下、いとうたまよ、トッド・ダイメント
- アソシエイト・プロデューサー：ユージーン・エヴァンス、カール・ルーロフス、デヴィッド・マーシュ

## 評価
ファミリーコンピュータ版
ゲーム誌『ファミコン通信』の「クロスレビュー」では合計30点（満40点）でシルバー殿堂入りを獲得、『ファミリーコンピュータMagazine』の読者投票による「ゲーム通信簿」での評価は以下の通りとなっており、18.33点（満30点）となっている。
| 項目 | キャラクタ | 音楽 | 操作性 | 熱中度 | お買得度 | オリジナリティ | 総合  |
| 得点 | 3.18       | 3.10 | 3.00   | 3.15   | 2.79     | 3.11           | 18.33 |